# Ministères sous la Restauration

## La première Restauration

### Le ministère royaliste
Entré à Paris le 3 mai 1814, le souverain constitue son premier ministère (le 13 mai), formé de membres du gouvernement provisoire (Louis, aux finances), d'anciens bonapartistes (Talleyrand, aux affaires étrangères), et de royalistes (Montesquiou, à l'intérieur). Deux tâches s'imposent d'abord : donner la paix à la France (c'est l'objet du premier traité de Paris, signé le 30 mai 1814); établir la constitution promise (c'est la charte constitutionnelle, promulguée le 4 juin).

## La seconde Restauration

### Le ministère ultraroyaliste
Le courant ultraroyaliste triomphe aux élections des 14 et 22 août 1815, et la nouvelle assemblée est appelée la "chambre introuvable" (350 ultras sur 402 députés). Celle-ci impose au gouvernement présidé par Talleyrand, puis celui constitué par le duc de Richelieu, l'exil des conventionnels régicides (Fouché, Carnot, Cambacérès, etc.) et le procès des généraux ralliés à Napoléon en 1815 (exécution de la Bedoyere en août 1815, de Ney en décembre 1815).

### Le ministère Richelieu
Les élections d'octobre 1816 amènent à la Chambre une majorité constitutionnelle. Le duc de Richelieu, choisi comme principal ministre par Louis XVIII en 1815 pour ses liens avec le tsar, se donne pour tâche d'obtenir l'évacuation anticipée du territoire occupé par les armées alliées; grâce à la politique économique du baron Louis (1815) et de Corvetto (1815-1818), qui rétablissent le crédit du pays, il peut emprunter à l'étranger et rembourser les indemnités de guerre; il obtient ainsi le retrait des forces alliées au congrès d'Aix-la-Chapelle (1818).
Mais la progression des libéraux aux élections, due en partie à la crise économique de 1816-17, dissocie le ministère : Corvetto se retire et Richelieu démissionne (décembre 1818).

### Le ministère Dessolle
Le nouveau cabinet, présidé par le général Dessolles, mais dirigé en fait par Decazes, ministre de l'intérieur de la Police, cherche l'appui de la gauche. Il conforte sa position en s'assurant une majorité à la Chambre des pairs, où il fait nommer soixante nouveaux membres choisis parmi les constitutionnels. Les préfets ultras sont remplacés par d'anciens fonctionnaires impériaux. Une bonne gestion financière (Louis, aux finances), un appui constant aux intérêts matériels rallient la bourgeoisie. En juin 1819, les lois "de Serre" libéralisent le régime de la presse. Mais, la poursuite de la progression de la gauche libérale aux élections  de 1820 conduit Decazes à se rapprocher de la droite. Sa tentative est ruinée par l'assassinat du Duc de Berry, seul neveu du roi susceptible  d'avoir des descendants (13 février 1820). Les ultras rejettent la responsabilité du crime sur les mesures libérales du gouvernement et imposent la démission de Decazes (20 février 1820).

### Le second ministère de Richelieu
Un second ministère Richelieu est formé avec l'appui des ultras. Il fait restreindre la liberté individuelle et suspendre les lois de Serre sur la liberté de presse. La loi du double vote date de ce cabinet (juin 1820). Grâce à cette loi, les élections de 1820 sont un triomphe pour les ultras, qui profitent aussi du renouveau monarchique consécutif à la naissance du duc de Bordeaux (fils posthume du duc de Berry).

### Le ministère Villèle
En décembre 1821, le duc de Richelieu cède la place au comte de Villèle, à la tête d'un gouvernement entièrement ultra. En 1822, une loi confirme la restriction de la liberté de la presse (droit de censure pour le gouvernement), tandis que la puissance du clergé sur l'enseignement se durcie : nomination de Mgr de Frayssinous comme grand maître de l'université (1822).
La bonne gestion financière de Villèle consolide l'emprise des ultras et contribue à leur succès aux élections de février 1824 ("Chambre retrouvée").
En août 1825, Villèle avec l'appui de Charles X fait voter la loi du sacrilège, punissant de mort la profanation des tabernacles, et celle dite du milliard des émigrés. Cette loi indemnise les émigrés (grands propriétaires) qui ont fui la France depuis la Révolution française. Cependant, cette loi bénéficie surtout aux plus riches comme les Montmorency. La promulgation de cette loi fait naître le début d'un mouvement contestataire contre le caractère conservateur et autoritaire de ce ministre.
Villèle a donc rétabli la censure, va faire nommer de nouveaux pairs et prononce la dissolution de la Chambre des députés (novembre 1827). Les élections de 1827 marquent le progrès des oppositions : 170 libéraux sont élus ainsi que 75 opposants d'extrême droite. Les 125 députés ministériels étant en minorité, Villèle démissionne le 3 janvier 1828.

### Le ministère Martignac
Le ministère Martignac, du nom du ministre de l'Intérieur, bien qu'il n'ait aucun chef désigné, tente de concilier la bourgeoisie libérale et la dynastie. Mais, après l'échec d'un projet de loi libéralisant la presse, il ne réussit à faire adopter qu'une réforme de caractère anticlérical : deux ordonnances de juin 1828 restaurent le monopole de l'Université, interdisent les collèges de jésuites et limitent le nombre d'élèves des petits séminaires. À l'occasion d'un nouvel échec d'un projet de réforme administrative, Charles X se débarrassa d'un ministère qu'il avait toujours considéré de transition (août 1829).

### Le ministère Polignac
La formation d'un ministère Polignac, le 8 août 1829, inquiète une partie de l'opinion, surtout par la présence de La Bourdonnaye au ministère de l'Intérieur  et par celle, à la guerre, de Bourmont, qui a abandonné Napoléon la veille de la bataille de Ligny, trois jours avant Waterloo. Le gouvernement bénéficie toujours de l'appui des cléricaux et des ruraux, mais les oppositions se sont multipliées. Aussi nommé ministère de « défense royal ».

### La tentative d'un ministère Mortemart
Tentant de reprendre le contrôle du pouvoir lors des Trois Glorieuses, Charles X nomme par ordonnance le 29 juillet 1830 un ministère uniquement composé de Casimir de Rochechouart de Mortemart (Président du Conseil et Affaires étrangères), Casimir Perier (Finances) et Étienne Maurice Gérard (Guerre). Ce gouvernement ne dirigea en rien les affaires de la France, car les ordonnances ne furent pas acceptées par les différentes chambres, celles-ci considérant de fait que Charles X avait cessé de régner. Il constitue néanmoins une des étapes gouvernementales des Trois Glorieuses.